# Chloormethoxyethaan
Chloormethoxyethaan of chloormethylethylether is een chlooralkylether met als brutoformule C3H7OCl. Het is een licht ontvlambare, kleurloze vloeistof. Ze is minder vluchtig en minder ontvlambaar dan het lichtere chloormethoxymethaan. Ze is mogelijk kankerverwekkend.

## Synthese
Chloormethoxyethaan kan bereid worden door de reactie van formaldehyde, ethanol en zoutzuur:
{\displaystyle {\ce {HCHO + C2H5OH + HCl -> C2H5OCH2Cl + H2O}}}

## Toepassingen
Chloormethoxyethaan wordt in chemische syntheses gebruikt als leverancier van de ethoxymethylgroep (-CH2-O-CH2-CH3), bijvoorbeeld bij de synthese van het herbicide acetochloor, of van de chloormethylgroep (-CH2-Cl), bijvoorbeeld bij de synthese van mono- en bis-(chloormethyl)dureen.